# 오파 (머시아)
오파(고대 영어: Offa)는 757년부터 796년까지 앵글로색슨 잉글랜드의 머시아 왕국을 다스린 왕이다. 757년 애설발드가 암살된 이후 발생한 내전에서 다른 왕위 계승권자였던 베론레드를 물리치고 왕위에 올랐다. 통치 초기에 그는 흐위세와 마곤새테와 같은 미드랜드 민족에 대한 통제권을 강화했을 것으로 추정된다. 켄트 왕국의 불안정한 상황을 이용하여 켄트의 왕좌를 차지하였고 771년에는 서식스도 장악하였다. 780년대에 그는 자신의 딸 에아드부흐와 결혼한 웨식스의 베오르트리치와 동맹을 맺어 브리튼 남부 대부분에 머시아의 패권을 확장하고 남동부의 완전한 통제권을 되찾았다. 그는 또한 동앵글인의 왕이 되었고 794년에 이스트앵글리아의 애설버트 2세 왕을 참수시켰다. 또힌 기독교 군주였던 오파는 캔터베리 대주교 젠버트와 충돌하였고 교황 하드리아노 1세를 설득하여 캔터베리 대교구를 둘로 나누고 리치필드에 새로운 대교구를 만들었다.
오파의 치세에 만들어진 많은 주화는 그를 우아하게 묘사하고 있으며 이러한 이미지의 예술적 품질은 현대 프랑크 주화보다 뛰어나다. 그의 동전 중 일부는 동전에 그려진 자신의 아내의 이미지를 담고 있다. 오파의 금화는 단 3개만 살아남았다. 하나는 774년 아바스 칼리파국 디나르 사본이며 한쪽에는 아랍어 텍스트가 있고 다른쪽에는 "오파 렉스"가 표시되어 있다. 이 금화의 용도는 불확실하지만 구호품이나 로마 선물용으로 사용되었을 것으로 추정된다.
많은 역사가들은 오파를 앨프레드 대왕 이전에 가장 강력한 앵글로색슨 왕으로 평가한다. 오파가 792년에 그의 딸 앨프플래드를 노섬브리아 왕 애설레드 1세와 결혼시켰지만 노섬브리아에 그의 지배권이 미치지는 않았다. 역사가들은 한때 그의 치세를 하나의 잉글랜드를 만드는 과정의 일부로 보았지만 이것은 더 이상 다수설이 아니다. 최근 한 역사가에 따르면 오파는 통일 잉글랜드에 대한 비전이 아니라 권력에 대한 욕망에 의해 움직였으며, 그가 남긴 것은 유산이 아니라 명성이었다고 한다. 오파는 796년에 사망하였고 그의 아들 에즈프리스가 그의 뒤를 이어 왕이 되었지만 5개월도 채 되지 않아 첸울프가 새로운 왕으로 즉위하였다.